# Bondenamn

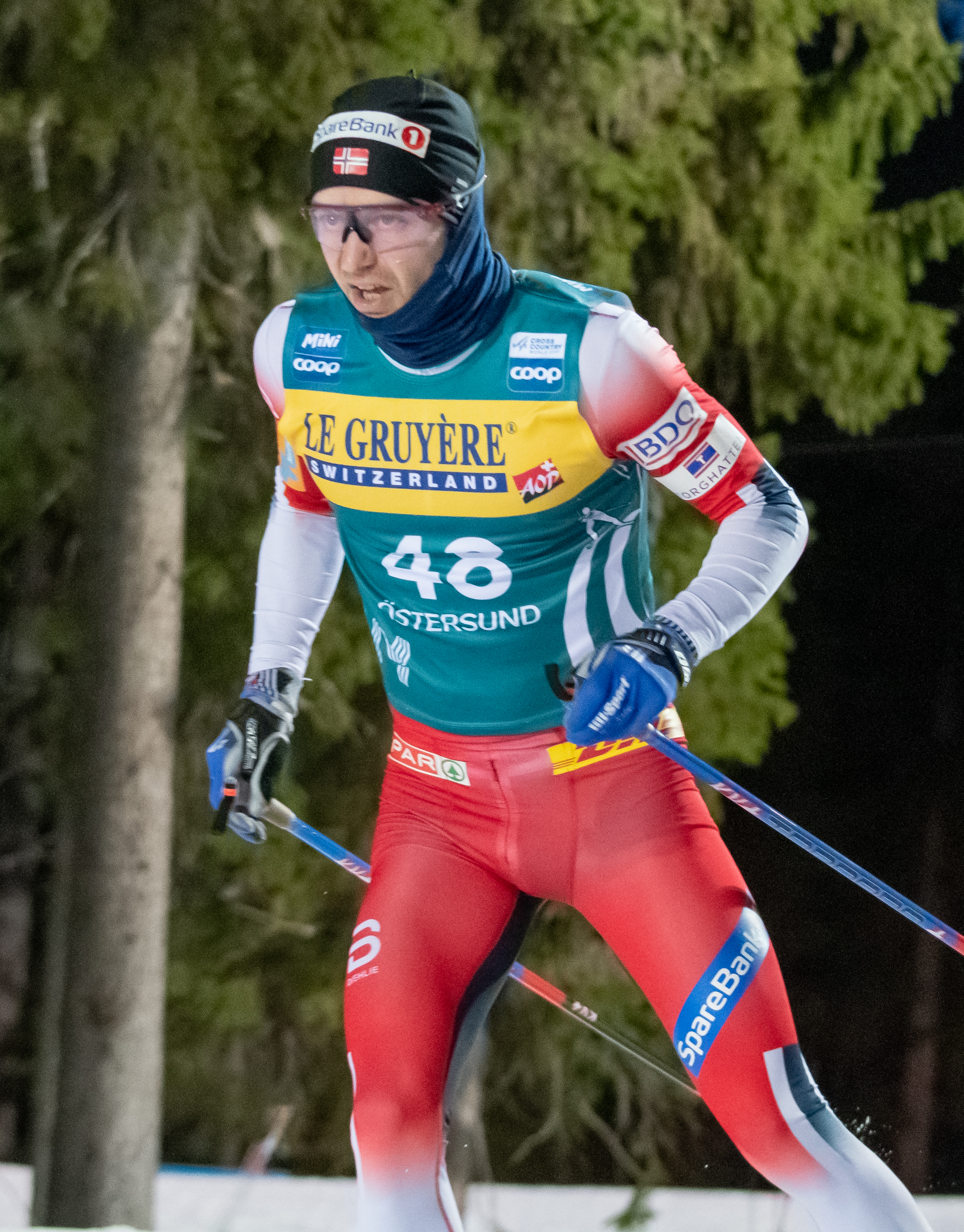
Sjur Røthe, där förnamnet är ett gammalt bondenamn vars litterära form är Sigurd.

Bondenamn, på danska och norska bondenavn, är i nordisk personnamnsforskning en beteckning på personnamn som traditionellt har använts i bondebefolkningen. Vanligen avses namn i källor från 1500‑talet fram till bondesamhällets upplösning på 1800‑talet. När medeltidens knappa källmaterial tillåter, används bondenamn även om medeltida namn. Bondenamn har nordiskt ursprung eller är inlånade genom kyrkan, från lågtyska, eller i ett fåtal fall inlånade från andra delar av Nordeuropa. Fonologiskt sett har bondenamn en karakteristisk nedslipad form: de är oftast enstaviga eller tvåstaviga lättuttalade ord, som Ola, Gunnel, Per, Elin.

## Definition och terminologi
Termen bondenamn/bondenavn  togs i bruk i nordisk namnforskning under 1900‑talet, men har ingen tydligare definition än ”navn som traditionelt har været udbredt i bondebefolkningen”, vilket lämnar frågan öppen vad som är ”traditionellt”. Betydelsen av bondenamn får därför utläsas av hur namnforskare använt termen. Av litteraturen framgår att forskare i praktiken med ”bondenamn” avser de namn som tagits i bruk bland nordiska bönder under forntiden eller senast under medeltiden, och i många fall förändrats i uttalet under århundradenas lopp. Namn som började användas senare, som Amanda och Oskar, behandlas inte som bondenamn av forskare, även om sådana namn vann insteg när bondesamhället fortfarande var ganska ålderdomligt. Ett annat kriterium är att forskare med bondenamn menar sådana namn som socialt ansågs vara typiska för bondebefolkningen; en tidig användning av ”bondenamn” är Theodor Hjelmqvists Förnamn och familjenamn med sekundär användning i nysvenskan: onomatologiska bidrag, vari Hjelmqvist anger Jerker, Jeppe, Måns och Mickel som nordiska bondenamn därför att de i litteratur (som romaner och teaterpjäser) ansetts bondska.
En annan term myntad av norska namnforskare är tradisjonsnavn/tradisjonsnamn, ett ord som i bruket helt motsvarar bondenamn.

## Indelning
Bondenamn är manliga eller kvinnliga, och de kan indelas i dels ursprungliga nordiska namn, dels inlånade namn. Inlånade namn indelas ofta i kyrkliga och tyska; namn som inkommit med kyrkan eller med tyska köpmän och hantverkare är de största namngrupperna som användes i bondeklassen, förutom de nordiska namnen som funnits i Sverige sedan fornnordisk eller urnordisk tid. I Sverige är profana lånenamn en alternativ benämning på icke‑kyrkliga lånenamn. Profana lånenamn är mer korrekt än ”tyska” eftersom de icke‑kyrkliga lånenamnen inte var enbart tyska; det förekom sedan medeltiden även danska, engelska  och några slaviska lånenamn i Sverige.
Som nordiska namn inom bondenamnen räknas enbart sådana namn som varit i obruten användning sedan forntiden och därför fått en organiskt utvecklad form med avseende på språkljuden. Nordiska namn som tagits i bruk genom nordiska namnrenässansen räknas inte till bondenamnen.
Den alternativa terminologin lanserad av norska forskare har begrepp som motsvarar de svenska:
- bondennamn motsvaras av tradisjonsnavn/tradisjonsnamn[b]
- nordiska namn motsvaras av arvenavn/arvenamn, som definieras som ”gamle nordiske personnavn som har vært brukt i den aktuelle språkkulturen, uavbrutt i uminnelige tider, alltså en avgrensning på linje med det etymologer kaller arveord”
- kyrkliga och profana lånenamn motsvaras av lånenavn/lånenamn[3]